# East Amana
East Amana est une communauté non constituée en municipalité et une census-designated place du comté d'Iowa, en Iowa, aux États-Unis,. C'est une communauté intentionnelle qui fait partie des sept villages des colonies Amana.
Selon le recensement de 2010, la population d'East Amana s'élèvait à 56 habitants.